# Дурачка река (село)
 Тази статия е за селото.  За реката вижте Дурачка река.  
Дурачка река (изписване до 1945 Дурачка рѣка, на македонска литературна норма: Дурачка Река) е село в Северна Македония, в община Крива паланка.

## География
Селото е разположено в едноименната област на едноименната Дурачка река в северното подножие на планината Осогово на 4 километра южно от общинския център Крива паланка.

## История
В края на XIX век Дурачка река е българско село в Кривопаланска каза на Османската империя. Според статистиката на Васил Кънчов („Македония. Етнография и статистика“) от 1900 година Дурачка река е населявано от 510 жители българи християни.
Цялото християнско население на селото е под върховенството на Българската екзархия. По данни на секретаря на екзархията Димитър Мишев („La Macédoine et sa Population Chrétienne“) в 1905 година в Дурачка река има 688 българи екзархисти.
При избухването на Балканската война в 1912 година 19 души от селото са доброволци в Македоно-одринското опълчение.
На 12 февруари 1915 година сръбските окупатори жестоко изтезават 80-годишния дядо Спасе, след което го поливат с петрол и изгарят жив.
По време на Първата световна война Дурачка-Рѣка е център на община в Кривопаланска околия и има 569 жители.
През 1922-1923 година в селото е открита поща, която функционира до 6 април 1941 година.
Според преброяването от 2002 година селото има 290 жители.
| Националност     | Всичко |
| северномакедонци | 289    |
| албанци          | 0      |
| турци            | 0      |
| роми             | 0      |
| власи            | 1      |
| сърби            | 0      |
| бошняци          | 0      |
| други            | 0      |

## Личности
Родени в Дурачка река
- Алексо Марков (1868 – ?), български революционер от ВМОРО, четник на Атанас Бабата[8]
- Алекси (Алексо) Христов, македоно-одрински опълченец, 30-годишен, 3 рота на 7 кумановска дружина, убит при връх Говедарник на 9 юли 1913[9]
- Арсо Пешов Анагелов, македоно-одрински опълченец, 2 рота на 2 скопска дружина, орден „За храброст“[10]
- Йордан Ангелов, български революционер от ВМОРО, четник на Пеню Шиваров[11]
- Илия Митов, български революционер, четник на Трайко Павлов в 1914 година[12]
- Лазар Младенов Цветанов, македоно-одрински опълченец, 1 рота на 2 скопска дружина.[13] През Първата световна война награден с орден „За храброст“ IV ст.[14]
- Серафим (? - 1924), български революционер, куриер на ВМРО[15]
- Велин Хр. Младенов, кметски наместник в периода на българското управление 1941-1944 година.[16]